# トベ
トベ（戸畔、戸弁、戸辨、戸辺、戸邊、戸邉、刀俾、戸部、富部、砥部、土部）は、ヤマト王権以前の称号（原始的カバネ）の一つで、後に一般的姓や地名として使われる。トベはトメ（戸賣、斗女、刀咩）の語源でもある。

## 首長
『日本書紀』の神武天皇紀には、天皇に服従しない紀ノ川河口の名草戸畔（ナグサトベ）、熊野地方の丹敷戸畔（ニシキトベ）、および大和国層富県（そほのあがた） の新城戸畔（ニキトベ）という首長の名が残されている。
ヤマト王権の初期には木国造、すなわち紀伊の首長である荒河戸辨命（アラカワトベ）は子女を崇神天皇の妃におくり、豊城入彦命（上毛野氏および下毛野氏の祖）や豊鍬入姫命が生まれている。同時代に丹波国氷上郡の首長に氷香戸辺（ヒカトベ）、垂仁天皇の妃に山背国造の娘・苅幡戸邊（カリハタトベ）およびに綺戸邊（カニハタトベ）が見える。倭建命の東征に仕えた尾張国造の建稲種命は母に眞敷刀俾（マシキトベ、下知我麻神社の祭神）、子に尾綱真若刀俾命（オツナマワカトベ）、別名を志理都紀斗売（シリツキトメ）と伝えている。

## トベとトメ
作鏡連の祖であるイシコリドメ（伊斯許理度売命、石凝姥命）はイシコリ「トベ」（石凝戸辺）とも書かれている。『古事記』に見られるシリツキトメ（志理都紀斗賣）は、『海部氏系図』ではシリツキトベ（志里都岐刀邊）となっている。
信濃国斗女（トメ）郷は戸辺または富部（トベ）と呼ばれていた。また信濃国にはヒカナトメ（氷鉋斗賣神社）、サラシナトメ（更級斗女神社）、カワナカジマトメ（川中島斗賣神社）、ヤサカトメ（諏訪大社下社）と神名に「トメ」がつく神が多く祀られている。
また『先代旧事本紀』や『海部氏系図』に現れるアマトメ（天登目命、天斗米命）、タケトメ（建登米命、建斗米命）、タエトメ（妙斗米命）の子孫にムトベ（ 六戸部、六人部、身人部）連が知られており、ここでもトベとトメの関連が見出されるとする説がある。ただし「刀売、斗売、戸弁、戸辺」が上代特殊仮名遣いの「ト」甲類と「メ・ベ」甲類であるのに対して、「登米・登目」は「ト」乙類と「メ」乙類であり、「斗米」は「ト」甲類と「メ」乙類であるため、首長を表す「トベ・トメ」とは全くの別物である。また六人部の部は部の意味であり、六人部も「六」+「人部」ではなく「六人」+「部」である。

## 地名のトベ
現在、戸部町（横浜市）や戸部川（神奈川県）がある。かつて尾張国愛智郡には戸部村があり、マシキトベやシリツナマワカトベとの関係が考えられる。伊予国伊予郡には砥部村→砥部町がある。

## 姓氏のトベ
現在、戸辺（戸邉・戸邊）姓は千葉県（特に野田市）および関東の利根川沿いに集中している。戸部姓は群馬県に集中している。富部姓は静岡県に集中している。土部姓は神奈川県と富山県に集中している。